# محطة مسيعيد لتوليد الكهرباء
مجطة مسيعيد لتوليد الكهرباء هي محطة توليد كهرباء ببلدية مسيعيد القطريّة افتُتِحَت في مايو 2010 وفي نفس الوقت تأسّست شركة مسيعيد القطرية للطاقة. كُلفة المشروع 2.3 مليار دولار، والشركات المساهمة هي: كهرماء القطرية، ماروبيني اليابانية، قطر للبترول وتشوبو للطاقة من تشوبو باليابان. زادت المحطّة قدرة إنتاج الكهرباء في قطر بمعدّل الثلث تقريباً، التزاماً باحتياجات السوق المحلّيّة وصناعة البتروكيمياويات التي وصلت معدّلات الاستثمار فيها إلى 15 مليار دولار حتّى عام 2012. المرجو أن يساهم المشروع في توفير فائض في إنتاج الكهرباء بهدف التصدير لدول مجلس التعاون الخليجي من خلال شبكة الربط الكهربائي بعد تلقّي عروض مجدية اقتصاديّاً. حرصت دولة قطر أن تُراعى الأبعاد البيئيّة بالمشروع.